# 獨立鎮區 (新澤西州)
獨立鎮區（英語：Independence Township）是位於美國新澤西州沃倫縣的一個鎮區。

## 地方資料
獨立鎮區的面積為51.75平方千米，當中陸地面積為51.36平方千米，而水域面積為0.39平方千米。根據2020年美國人口普查的數據，當地共有人口5469人，而人口密度為每平方千米105.68人。